# Caroline Herschel
Caroline Lucretia Herschel (16. března 1750 Hannover, tehdy součást personální unie Království Velké Británie - Hannoverské království – 9. ledna 1848 Hannover, Prusko) byla astronomka, která spolupracovala se svým bratrem Williamem Herschelem na katalogizaci hvězd a dvojhvězd severní oblohy. Kromě toho také sama objevila osm komet, z nichž jedna 35P/Herschel-Rigollet byla na její počest pojmenována.

## Život

### Mládí
Narodila se 16. března 1750 v Hannoveru jako dcera Isaaca Herschela a Anny Ilse (rozené Moritzen). Isaac Herschel se svou ženou měli celkem deset dětí, z nichž se dospělosti dožilo pouze šest – Sophia Elizabeth (1733 – ?), Heinrich Anton Jacob (1734 – 1792), William Frederick (1738 – 1822), Johann Alexander (1745 – 1821), Caroline Lucretia a nejmladší Johann Dietrich (1755 – 1827). Její otec byl hobojistou ve vojenské kapele a své děti také vedl k hudbě. Caroline učil hrát na housle tak, aby mohla hrát v orchestru. Její matka, která to však nerada viděla, ji vychovávala pro práci v domácnosti. Caroline ve čtyřech letech prodělala neštovice, které poznamenaly její obličej a v jedenácti letech tyfus. Po překonání nemoci se růst jejího organismu zastavil (měřila jen 145 cm).
V roce 1757 zemřel její otec Isaac a téhož roku v září odešel její bratr William do Anglie, následován v říjnu bratrem Jacobem, který střídavě bydlel v Bath a v Hannoveru. V červenci 1770 odjel do Anglie bratr Alexandr, který se usadil v Bath a žil zde až do roku 1816. Sestra byla již v té době provdána a Caroline se soustředila pouze na jedinou věc, aby pomohla matce v domácnosti a při výchově nejmladšího bratra Dietricha.
Protože byl její bratr v Anglii úspěšný, vedl symfonický orchestr v Bath, usadil se zde natrvalo a pozval Caroline k sobě do Anglie. Ta se sem nastěhovala 16. dubna 1772. William plánoval, že Caroline bude v Anglii zpívat a pomáhat mu. Caroline se po příjezdu do Anglie začala učit anglicky, studovat matematiku a její bratr ji učil zpěv. Po několika měsících studia již mohla zpívat na koncertech v Bath a Bristolu. Také vyučovala hudbu.

### Spolupráce s bratrem, královským astronomem
V té době začal ve svém volném čase vyrábět velké dalekohledy a systematicky katalogizovat hvězdnou oblohu. Od roku 1774 se více než hudbě věnoval astronomii. Caroline při jeho pozorování zaznamenávala naměřené údaje. Jeho přesnost a systematičnost vedla k tomu, že 13. března 1781 objevil objekt, který se pohyboval. Byla to planeta, která dostala později název Uran. 

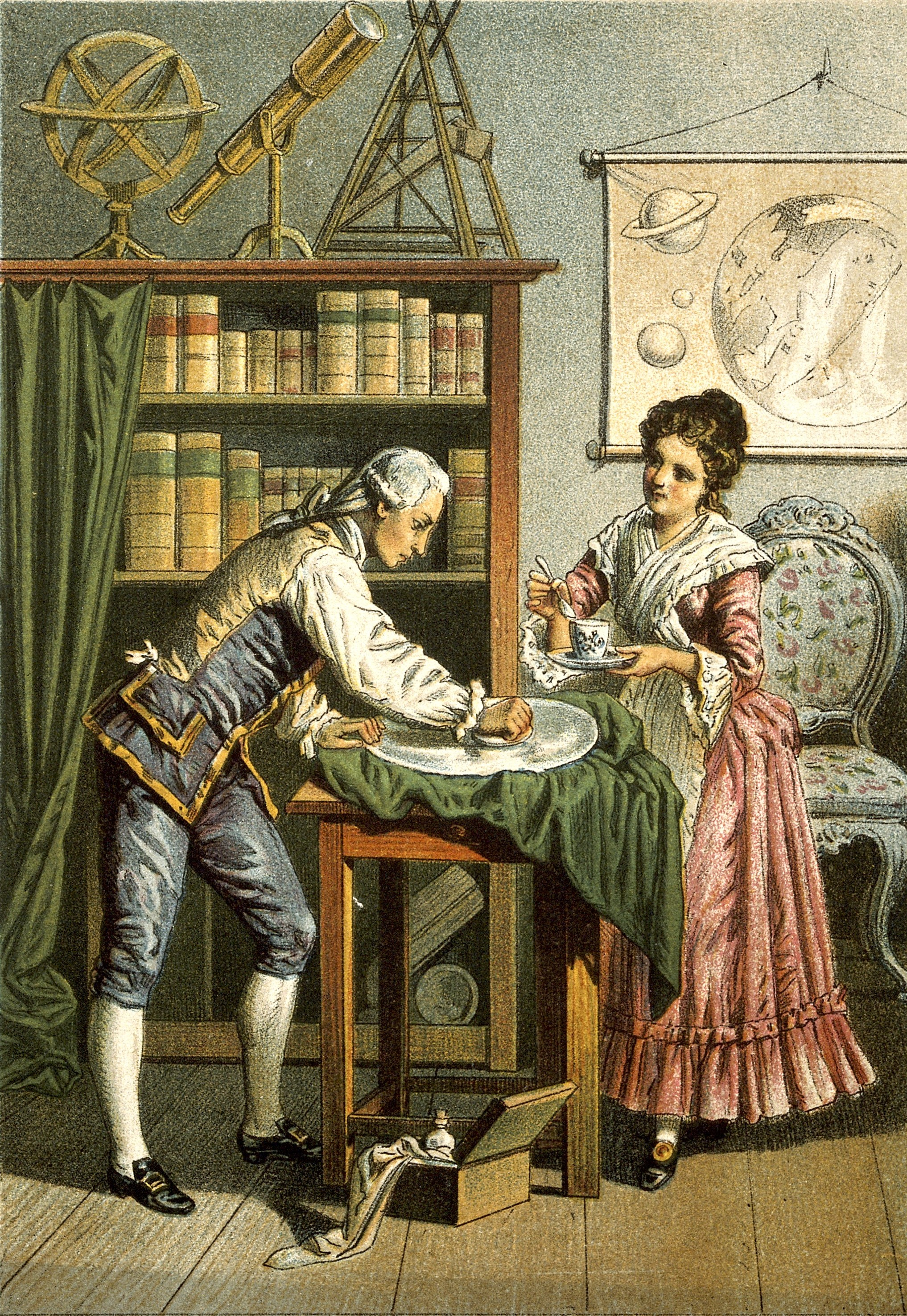
Caroline Herschel s bratrem.

Tento objev vedl k tomu, že William Herschel získal od krále Jiřího III. stálý roční plat, byl jmenován královským astronomem a mohl se tak natrvalo věnovat své zálibě pozorování hvězdné oblohy. Také hudební kariéra Caroline se tím skončila, protože jako asistentka královského astronoma začala v roce 1787 pobírat stálý roční plat 50 liber, a hudbě se již nemusela věnovat. William jí věnoval malý dalekohled, kterým prováděla vlastní pozorování.

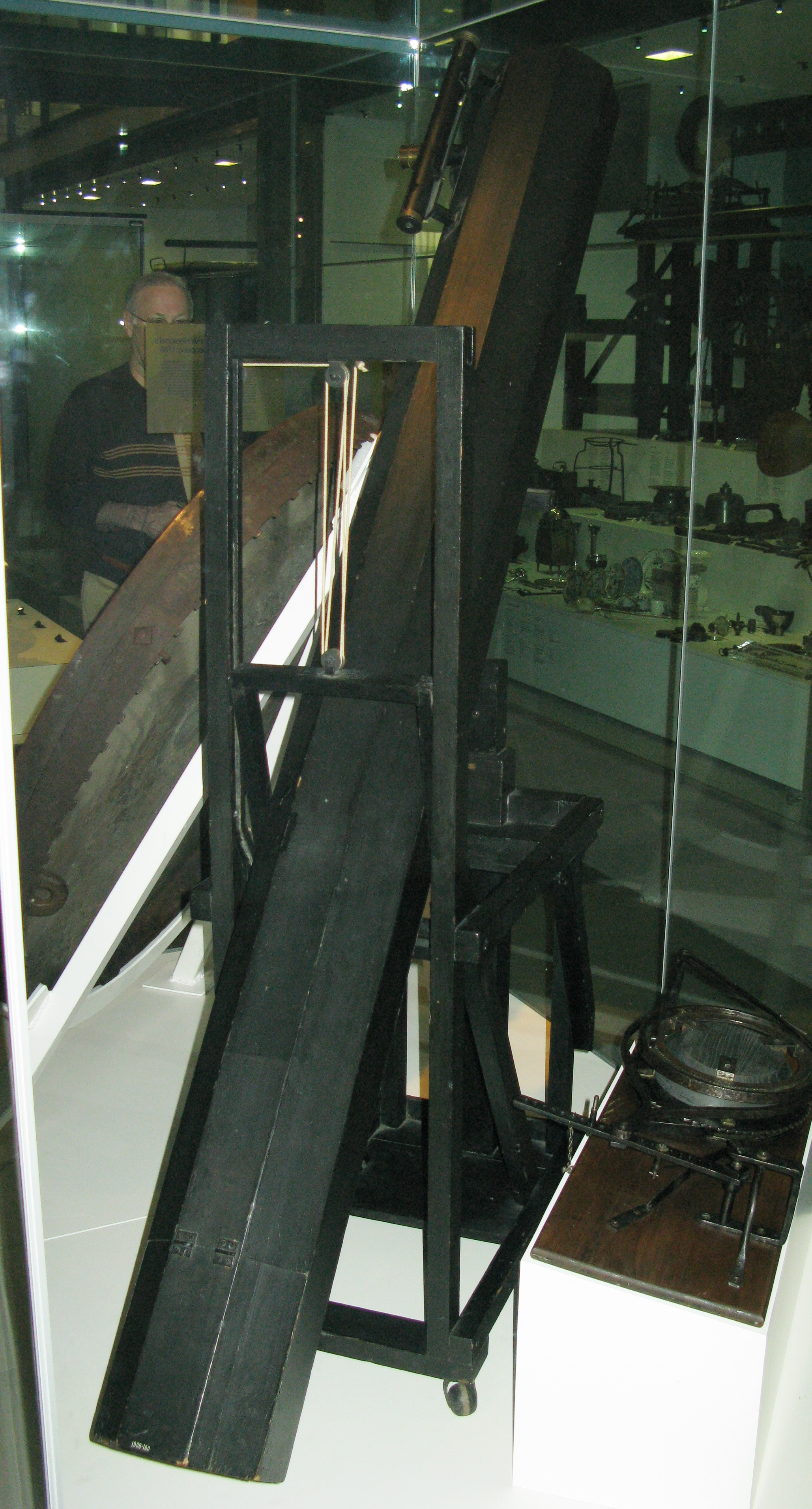
Dalekohled, který vyrobil William Herschel pro svou sestru Caroline.

V roce 1786 byl William poslán králem do Göttingenu, aby tam předal jeden ze svých nových dalekohledů, a Caroline se sama starala o jeho hvězdárnu. Také sama pozorovala a 1. srpna 1786 objevila kometu. Byla první ženou v historii, která objevila kometu.
Další kometu objevila před Vánocemi roku 1788. V té době již bydlela mimo Williamův dům, protože ten se v květnu oženil. I nadále mu však pomáhala při pozorování a objevila další komety.
V letech 1796 – 1798 sama provedla kontrolu Flamsteedova katalogu hvězd a opravy vyšly v roce 1798 na náklady Královské společnosti.
Herschelovi měli dobré vztahy s královskou rodinou, jak si Caroline poznamenala do svého deníku, 23. února 1801 ji navštívila princezna Augusta a Amelia v doprovodu hraběte z Cambridge.

### Návrat do Hannoveru
V roce 1822 zemřel William, jeho práci dokončoval jeho syn John a Caroline odjela zpět do Hannoveru. Nikdy se neprovdala. Žila ze svého důchodu 50 liber a starala se o svého nemocného bratra Dietricha do jeho smrti v roce 1827.
Od dubna 1825 ještě prováděla podle písemných pokynů svého synovce Johna kontrolu údajů, které byly v katalozích vytvořených Williamem Herschelem, a tyto údaje uspořádala do „zón“. Vznikl tak Zone Catalogue, který byl vytvořen hlavně pro Johna, a proto nebyl nikdy publikován. John Herschel otcovy údaje a své údaje zjištěné při pětiletém pobytu v jižní Africe zpracoval do katalogu publikovaného v roce 1864.

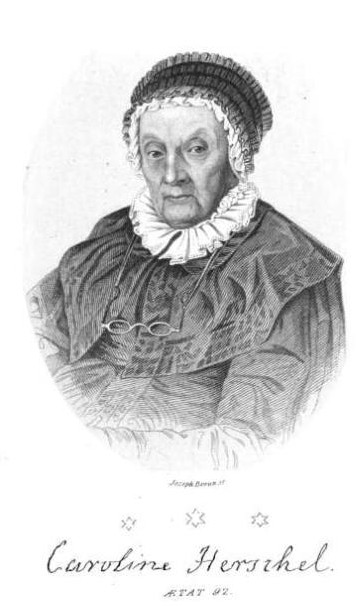
Caroline Herschel ve věku 92 let.

V roce 1828 Caroline za svou práci obdržela Gold Medal od Královské astronomické společnosti, v roce 1835 se stala čestnou členkou Královské astronomické společnosti a v roce 1838 byla jmenována čestnou členkou Královské irské akademie. Dva roky před svou smrtí ještě obdržela královskou pruskou zlatou medaili za vědu.
Patřila k váženým osobnostem města Hannover, požívala úctu hannoverské královské rodiny a mnoha významných mužů té doby. Navštívili ji Karl Fridrich Gauss, Nicolo Paganini, Joseph Haydn nebo ruský velkokníže Michal Pavlovič.
Zemřela ve věku nedožitých 98 let 9. ledna 1848 v Hannoveru, kde je také pohřbena.
Její jméno nese kráter C. Herschel na Měsíci a asteroid objevený v roce 1888, který byl o rok později nazván 281 Lucretia, což bylo Carolinino druhé jméno.

## Dílo

### Komety, které objevila
- C/1786 P1 (Herschel) – 1. srpna 1786[12]
- 35P/Herschel-Rigollet – 21. prosince 1788, tuto kometu o 151 let později znovuobjevil Roger Rigollet[12]
- C/1790 A1 (Herschel) – 7. ledna 1790[12]
- C/1790 H1 (Herschel) – 18. dubna 1790[12]
- C/1793 S2 (Messier) – 7. října 1793, nezávisle na Charlesu Messierovi, který ji spatřil dříve, 24. září[12]
- 2P/Encke – 7. listopadu 1795[12]
- C/1797 P1 (Bouvard-Herschel) – 14. srpna 1797, nezávisle na Eugenu Bouvardovi[12]

### Publikace
Caroline Herschel zveřejňovala své články prostřednictvím svého bratra Williama v časopise Královské učené společnosti nazvaném Philosophical Transactions. Byly to tyto články:
- Account of a New Comet (1786)[7]
- Account of the Discovery of a Comet (1793)[7]
- Account of the Discovery of a Comet (1795)[7]